# 阮若打開心內的門窗
《阮若打開心內的門窗》(台語：Guán nā phah-khui sim-lāi ê mn̂g-thang)為作家王昶雄譜詞、音樂家呂泉生作曲，兩人於1958年共同創作的台語藝術歌曲。是一首台語慢歌，以1950年代台灣做為背景，歌詞有四個涵義：「五彩的春光」、「愛的人」、「故鄉的田園」、「青春的美夢」，此後也被多次翻唱。

## 創作背景
1950年代的臺灣，為了挽救地方歌謠逐步走調的嚴重問題，作曲者呂泉生先生嘗試「臺灣味」風格創作，並和好友王昶雄先生共同譜曲，端正歌謠歪風。王昶雄先生認為民謠的產生可謂民間大眾集體創作，稱為「自然民謠」，而另一種即是「創作民謠」，有別於自然民謠的作者不可考，創作民謠已有作詞、作曲者名字，曲子生動符合大眾需求，相當難得。:17-18
台灣歌謠特色在過去可能因歷史悲劇，所做的詞曲多以悲愴成分居多，藉此撫慰受創心靈，再者為台語流行歌壇人才輩出，經由他們譜寫歌曲，令樂迷留念。值得讚揚的是不受外來曲調所影響，充分表現出有骨氣的「番薯精神」。:18
從1950年至1960年，臺灣正由農業生活轉型到工業社會，農村人口大量轉移，生活方式迅速轉變，鄉村青年被迫離開家園到城市發展，由於茫然不安懷念故鄉的心情，兩人合力創作此曲，唱出當時出外打拼者的心聲，道出現代人的失落與期望。歌曲的四段歌詞鋪陳鄉愁及故人傷感，懷鄉懷人的心境，詞曲意義深遠，易於傳唱，廣受大眾喜愛。
在莊永明編的「台灣歌謠鄉土情」中有如下記載：『第四段詞，原作為：「雖然前途無希望，總會暫時消阮滿腹怨嘆。」王昶雄為順應大家的建議，幾經推敲，最後改成了：「雖然花無百日紅，總會暫時消阮滿腹怨嘆。」』

## 創作由來
1956年，台灣適值二二八事件、白色恐怖之後，實施「三七五減租」政策不久，生活困頓。呂泉生拜訪王昶雄，提出合作譜寫一曲以「懷念」為主題的台語歌，以在混亂的年代與納悶的生活自勉勉人。王昶雄為志氣所動，即使寫歌詞並非專長，深思後仍答應邀約。:19
王昶雄在世時曾為文記述，他是自己在留日11年歲月中，對異鄉遊子寄懷故鄉田園的心境有所體會，所以寫出歌詞中故鄉起伏稻浪、聞到泥土芳香、青山的嫵媚多姿等等的意象。:21
歌曲使用「門」與「窗」二字，「門」為出入時必經關卡，象徵一家精神之所在，具有借景、引景效果，將室外景物之美帶入室內，「窗」則喻為屋子眼睛，看見戶外藍天白雲之景，童年夢境的想像，彷彿神秘名畫，將「心門」與「心窗」打開，看見平生想看之物，突破自我，人與人關係緊密使社會和諧，即是詞曲傳達之意。:21-22

## 影響
此曲改變過去人們對台語歌曲鄙俗的刻板印象，重新認識台語，主要在於歌曲內容自主性和鄉土的寫實性，寫實而貼切，進而引起共鳴，精神上則傳達人民為努力擺脫悲情的過去，攜手開創未來，不論處境為何，如同歌詞所述，打開「心窗」，美景在前，擁有的一切終會變好，帶給當時不少異鄉遊子鼓勵與安慰。:29-32歌曲的指標為求的是內心的抒發以及心靈寄託，也被稱作王昶雄先生故居
重建街 （页面存档备份，存于）的街歌。 （页面存档备份，存于）

## 評價
文藝作家杜文靖於《自立晚報》介紹並讚揚此曲優美動人、意義深遠，研究台語歌曲的民俗學家莊永明認為此曲使得不少年輕學子重新認識台語的優雅，音樂家趙琴表示在混亂年代中，讚嘆歌曲發揮鼓舞人心的作用，作家林雙不因無意間聽見年輕牧師的歌唱，便在小說《決戰星期五》中對此曲極力推崇，散文家林文義在《北美旅記》描述一次聚會裡唱了〈阮〉曲，看見多年沒回故鄉的遊子邊聽邊流淚，思鄉情懷顯得特別感傷，政論家老包曾說某次聽盲人合唱團在「島國旋律之夜」音樂會上所演唱，令人為之動容，前輩評論家劉捷於《禪眼鏡》中說明禪的奧義使〈阮〉曲添加深度，達到無拘無束自在世界，導演過「人間孤兒」的汪其楣為表達對台灣的關懷，閉幕前讓演員合唱〈阮〉曲兩遍，暢銷書作家林清玄運用〈阮〉曲主題傳達愛，並製作國語版及台語版的有聲作品「打開心內的門窗」，銷售成績亮眼。:23-25

## 歌曲傳唱
1957年「台灣省文化協會男聲合唱團」於台北中山堂發表演唱，而後中廣、台大等合唱團接續傳唱，歌曲逐漸在校園與民間流傳，多年後由國內流行至國外，廣受留美、日學生和台僑喜愛。:22-23
過去合眾、遠景等唱片公司製成唱片並由男女合唱，獨唱則是民歌手潘麗莉唱紅後，歌手林淑容、簡文秀、呂紀民、大小百合、鳳飛飛、江蕙、洪榮宏、音樂磁場等歌星翻唱過。:23